# Пыльцеголовник длинноприцветниковый
Пыльцеголовник длинноприцветниковый (лат. Cephalanthera longibracteata)  — вид рода Пыльцеголовник (Cephalanthera) семейства Орхидные (Orchidaceae).

## Ботаническое описание

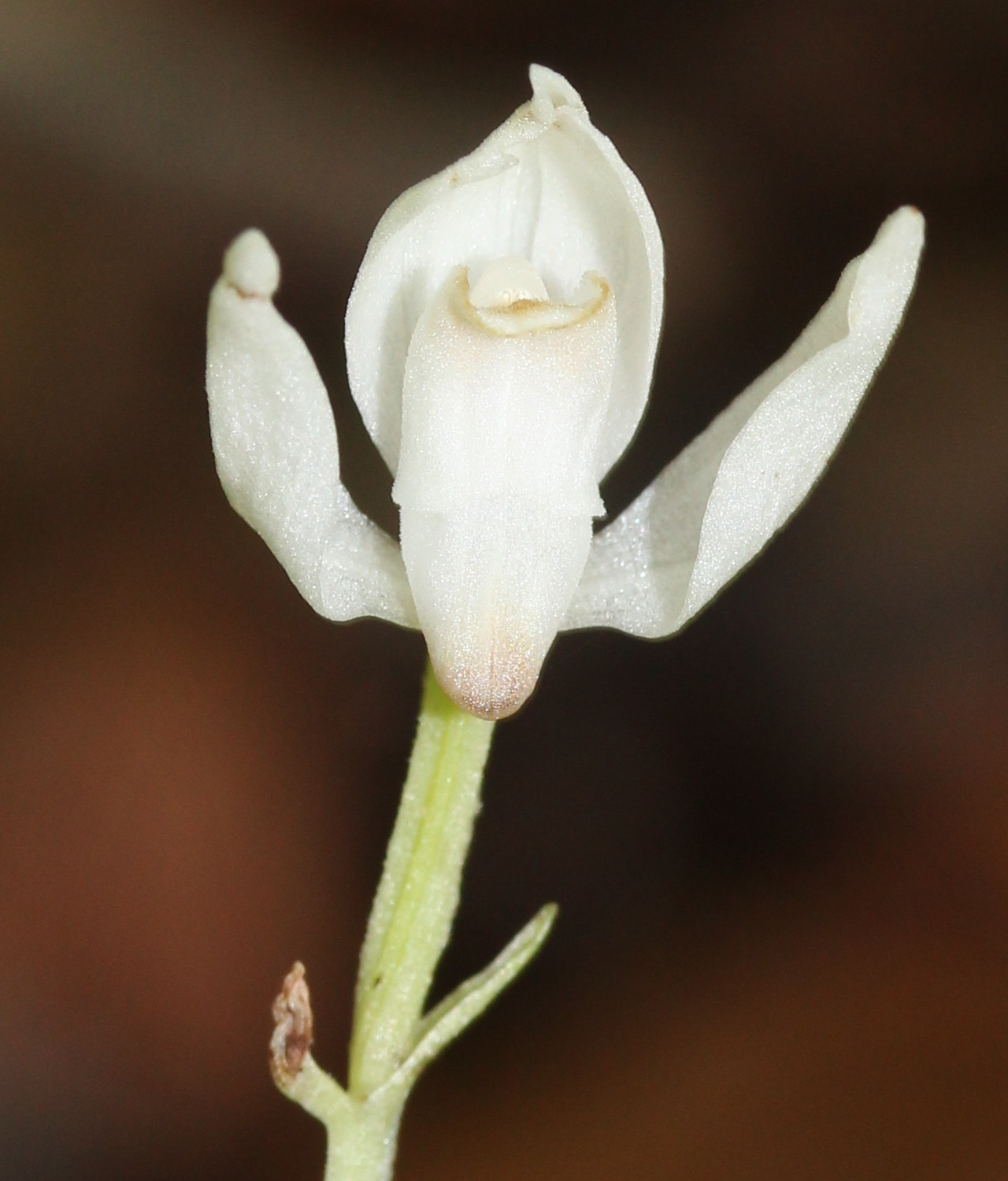
Цветок

Многолетнее травянистое растение высотой до 50 см, образующее микоризу. Стебель голый, прямостоячий, слегка извилистый, с 6-8 очередными листьями. Листья коротко-влагалищные, продолговато-ланцетные, до 15 см длиной и 3 см шириной. 
Соцветие  — кисть длиной до 15 см. Листочки околоцветника ланцетные, до 12 мм длиной. Цветки белые, прямостоячие. Губа до 8 мм длиной, разделена на две доли. Завязь до 1,5 см длиной. Колонка до 7 мм. Плод — коробочка, до 2,5 см длиной. Цветёт с июня по июль. Плодоносит с сентября по октябрь
.
Произрастает в широколиственных и хвойно-широколиственных лесах, на зарослях высокотравья и сырых лугах.

## Ареал
В России встречается на Дальнем Востоке. Вне России обитает на Корейском полуострове, в Китае и Японии.

## Охранный статус
Редкий вид. Занесен в Красные книги России, Сахалинской области, Приморского края. Вымирает в связи со слабой выживаемостью проростков и сеянцев, очень медленного развития растений, лесоразработок и лесных пожаров. Встречается на территории особо охраняемых территорий России.